# 德里特洛·阿果里
德里特洛·阿果里（Dritëro Agolli，1931年10月13日—2017年2月3日），阿尔巴尼亚作家、诗人、政治家，阿尔巴尼亚作家艺术家协会前主席。他曾在苏联列宁格勒国立大学学习，主要创作诗歌，也写短篇小说、散文、剧本和长篇小说。著有小说《居辽同志兴衰记》（Shkëlqimi dhe rënja e shokut Zylo，1973）等。